# White Tie and Tails
White Tie and Tails é um filme de comédia dramática estadunidense de 1946, dirigido por Charles Barton e estrelado por Dan Duryea, Ella Raines, William Bendix e Frank Jenks. O filme é baseado no romance Double Murder de Rufus King, publicado na revista Red Book, e na peça de Charles Beakon, Dangerously Yours.

## Elenco
- Dan Duryea como Charles Dumont
- Ella Raines como Louise Bradford
- William Bendix como Larry Lundie[4]
- Frank Jenks como George
- Richard Gaines como Archer
- Donald Curtis como Nate Romero
- Clarence Kolb como Sr. Arkwright
- Barbara Brown como Sra. Latimer
- John Miljan como Mr. Latimer
- Samuel S. Hinds como Sr. Bradford
- Nita Hunter como Betty Latimer
- Scotty Beckett como Bill Latimer
- William Trenk como Emil
- Patricia Alphin como Cynthia Bradford
- Joan Shawlee como Virgie (como Joan Fulton)